# Alexander Edmondson
Alexander Jude Law Edmondson (Miri, 22 dicembre 1993) è un pistard e ciclista su strada australiano che corre per il Team Picnic PostNL. Su pista è stato campione del mondo dell'inseguimento individuale nel 2014 e dell'inseguimento a squadre nel 2013 e nel 2014; su strada è professionista dal 2016, e nel 2018 ha vinto il titolo nazionale in linea.
È fratello di Annette Edmondson, anch'ella ciclista.

## Palmarès

### Pista
- 2011

Campionati australiani, Inseguimento a squadre (con Rohan Dennis, Damien Howson e Glenn O'Shea)
Campionati del mondo Juniores, Inseguimento a squadre (con Jack Cummings, Jackson Law e Alexander Morgan)
1ª prova Coppa del mondo 2011-2012, Americana (Astana, con Glenn O'Shea)
- 2012

Campionati australiani, Inseguimento a squadre (con Jack Bobridge, Rohan Dennis e Glenn O'Shea)
4ª prova Coppa del mondo 2011-2012, Inseguimento a squadre (Londra, con Jack Bobridge, Rohan Dennis e Michael Hepburn)
Campionati oceaniani 2013, Americana (con Luke Davison)
- 2013

Campionati australiani, Corsa a punti
Campionati australiani, Inseguimento a squadre (con Luke Davison, Glenn O'Shea e Miles Scotson)
Campionati del mondo, Inseguimento a squadre (con Michael Hepburn, Alexander Morgan e Glenn O'Shea)
Adelaide, Omnium
2ª prova Coppa del mondo 2013-2014, Inseguimento a squadre (Aguascalientes, con Luke Davison, Glenn O'Shea, Alexander Morgan e Mitchell Mulhern)
Campionati australiani, Omnium
- 2014

Campionati australiani, Inseguimento individuale
Campionati australiani, Americana (con Luke Davison)
Campionati australiani, Inseguimento a squadre (con Jack Bobridge, Luke Davison e Glenn O'Shea)
Campionati del mondo, Inseguimento a squadre (con Luke Davison, Mitchell Mulhern e Glenn O'Shea)
Campionati del mondo, Inseguimento individuale
- 2015

Campionati australiani, Inseguimento a squadre (con Alexander Porter, Callum Scotson e Miles Scotson)
2ª prova Coppa del mondo 2015-2016, Inseguimento a squadre (Cambridge, con Jack Bobridge, Luke Davison e Michael Hepburn)
- 2016

Campionati australiani, Scratch
Campionati australiani, Corsa a punti
Campionati australiani, Inseguimento a squadre (con Alexander Porter, Callum Scotson e Miles Scotson)

### Strada
- 2012 (dilettanti)

John Venturi Memorial
- 2015 (Jayco-AIS World Tour Academy)

Giro delle Fiandre Under-23
- 2018 (Mitchelton-Scott, una vittoria)

Campionati australiani, Prova in linea

#### Altri successi
- 2019 (Mitchelton-Scott)

1ª tappa Tirreno-Adriatico (Lido di Camaiore > Lido di Camaiore, cronosquadre)
3ª tappa Hammer Limburg (Sittard-Geleen, cronosquadre)
Classifica a punti CRO Race
- 2024 (Team dsm-firmenich PostNL)

1ª tappa Giro di Danimarca (Holstebro, cronosquadre)

## Piazzamenti

### Grandi Giri
- Giro d'Italia

2017: non partito (16ª tappa)
2025: 148º
Tour de France
2023: 146º
Vuelta a España
2018: 155º
2020: 134°

### Classiche monumento
- Milano-Sanremo

2020: 66º
2022: 123º
2024: ritirato
- Giro delle Fiandre

2017: 25º
2018: 99º
2020: 105º
2021: ritirato
2022: ritirato
2023: 83º
2025: ritirato
- Parigi-Roubaix

2017: 90º
2018: ritirato

### Competizioni mondiali
- Campionati del mondo su pista[1]

Mosca 2011 - Inseguimento a squadre Juniores: vincitore
Melbourne 2012 - Scratch: 16º
Minsk 2013 - Inseguimento a squadre: vincitore
Minsk 2013 - Corsa a punti: 11º
Minsk 2013 - Americana: 15º
Cali 2014 - Inseguimento a squadre: vincitore
Cali 2014 - Inseguimento individuale: vincitore
Cali 2014 - Americana: 14º
St-Quentin-en-Yvelines 2015 - Inseg. a squadre: 3º
St-Quentin-en-Yvelines 2015 - Inseg. individuale: 8º
- Campionati del mondo su strada

Copenhagen 2011 - In linea Juniores: 98º
Doha 2016 - Cronosquadre: 3º
Bergen 2017 - Cronosquadre: 5º
Glasgow 2023 - In linea Elite: ritirato
- Giochi olimpici

Rio de Janeiro 2016 - Inseg. a squadre: 2º